# Xavier de Jarcy
Xavier de Jarcy, né en 1965, est un journaliste et auteur français. Journaliste à l'hebdomadaire culturel Télérama, il traite de mode, de design, d'architecture et des politiques de la ville.

## Travaux sur l'urbanisme, Le Corbusier et la politique de la ville
Né en 1965, devenu journaliste à Télérama, Xavier de Jarcy publie en 2015 un livre très critique sur Le Corbusier, Le Corbusier, un fascisme français, ses idées, et les liens entre ses idées et ses orientations en urbanisme, avec comme ligne directrice, selon Xavier de Jarcy, l'apurement des métropoles urbaines.
En 2018, il participe à un ouvrage collectif sur le même thème, Le Corbusier, zones d'ombre.
En janvier 2019, il publie un nouvel ouvrage consacré de façon plus générale aux théories urbanistes à l'origine de cités en banlieue, Les abandonnés, histoire des cités de banlieue, à partir de l'entre-deux-guerres, qui pour lui, expliquent l’échec du logement social en France.
En avril 2019, il signe une tribune dans le journal Le Monde, notamment aux côtés de l'historienne Michelle Perrot et du cinéaste Jean-Louis Comolli, qui relance la polémique sur le passé vichyste de Le Corbusier.

## Publications
- Le Corbusier, un fascisme français, Paris, Albin Michel, 2015, 284 p.  (ISBN 978-2-226-31650-9)[2]
- Le Corbusier, zones d'ombre, coord. avec Marc Perelman,  Paris, Éditions Non standard, 2018, 271 p.  (ISBN 978-2-9542852-9-0)[3]
- Les abandonnés, histoire des cités de banlieue, Paris, Albin Michel, 2019, 459 p.  (ISBN 978-2-226-43945-1)[4],[7],[8]